# Ланглуа, Амедей Жером
Амедей Жером Ланглуа (фр. Amédée Jérôme Langlois;  7 января 1819, Париж — 25 сентября 1902, Париж) — французский политический деятель и публицист, прудонист.
Был сотрудником прудоновского «Peuple»; за участие в восстании 13 июня 1849 года приговорён к ссылке. В качестве душеприказчика Прудона наблюдал за изданием его посмертных сочинений. Как член международного союза рабочих, принимал участие в базельском съезде 1860 г., где горячо стоял за частную собственность. После 1871 года был членом палаты депутатов. Написал «L’Homme et la révolution», посвятив этот труд памяти Прудона.